# Красногірка (зупинний пункт)
Красногі́рка — пасажирський залізничний зупинний пункт Шевченківської дирекції Одеської залізниці.
Розташований у селі Одаї Тульчинського району Вінницької області на лінії Христинівка — Вапнярка між станціями Кирнасівка (7 км) та Вапнярка (15 км).
Зупиняються приміські дизель-поїзди сполученням Вапнярка — Христинівка — Умань (продовжено до Умані з лютого 2020 року), поїзди далекого слідування проходять без зупинки.
Зупинкою користуються мешканці сіл Одаї, Ілляшівка (Тростянецький район), Красногірка (Тростянецький район).